# Diecéze vivierská
Diecéze vivierská (lat. Dioecesis Vivariensis, franc. Diocèse de Viviers) je francouzská římskokatolická diecéze. Leží na území departementu Ardèche, jehož hranice přesně kopíruje. Sídlo biskupství i katedrála Saint-Vincent de Viviers se nachází ve Viviers. Diecéze je součástí lyonské církevní provincie.

## Historie
Biskupství bylo ve Viviers založeno v průběhu 4. století.
V důsledku konkordátu z roku 1801 byla 29. listopadu 1801 diecéze zrušena a její území včleněno do diecéze Mende; 6. října 1822 byla diecéze vivierská obnovena.
K 8. prosinci 2002 se stala diecéze Viviers sufragánem lyonské arcidiecéze; do té doby byla sufragánní diecézí avignonské arcidiecéze.